# Fuxia – Die Minihexe
Fuxia – Die Minihexe (Originaltitel: Foeksia de Miniheks) ist ein niederländischer Kinderfilm des Regisseurs Johan Nijenhuis aus dem Jahr 2010. Es ist die Verfilmung des Kinderbuchs Fuxia, die Minihexe von Paul van Loon.

## Handlung
Der Zauberer Kwark findet im Wald ein Ei, aus dem die kleine Hexe Fuxia schlüpft. Sie wächst bei Kwark auf und wird von ihm auf die Zauberschule geschickt. Eines Tages lernt Fuxia den Menschenjungen Tommie kennen, mit dem sie sich anfreundet, obwohl sie von anderen Hexen vor den Menschen gewarnt wird. Tommies Onkel, ein Bauunternehmer, will den Wald, in dem Kwark, Fuxia und viele andere Hexen leben, roden, um dort Häuser zu bauen. Aber mit Hilfe von Tommie und den anderen Hexen gelingt es Fuxia, die Bauarbeiter in die Flucht zu schlagen und den Wald zu retten.

## Hintergrund
Fuxia – Die Minihexe kam in den Niederlanden am 6. Oktober 2010 in die Kinos. In Deutschland wurde der Film am 19. September 2011 auf DVD und Blu-ray veröffentlicht. Im deutschen Fernsehen wurde er erstmals am 7. April 2012 im Bayerischen Fernsehen ausgestrahlt.
Fuxia – Die Minihexe erhielt von der Deutschen Film- und Medienbewertung das Prädikat besonders wertvoll.

## Besetzung und Synchronisation
Fuxia – Die Minihexe wurde von der VOX-Synchron Filmvertonung GmbH synchronisiert. Das Dialogbuch schrieb Marika von Radvanyi, die auch die Dialogregie führte.
| Darsteller               | Deutscher Sprecher | Rolle        |
| ------------------------ | ------------------ | ------------ |
| Rachelle Verdel          | Rebecca Lorenz     | Fuxia        |
| Annet Malherbe           | Susanne von Medvey | Minuul       |
| Marcel Hensema           | Hans-Georg Panczak | Onkel Rogier |
| Lorenso van Sligtenhorst | Malte Wetzel       | Tommie       |
| Porgy Franssen           | Walter von Hauff   | Kwark        |
| Melanie Reindertaen      | Nele Facklam       | Grit         |
| Valerie Pos              |                    | Murmeltje    |
| Kara Borus               | Janne Wetzel       | Akabahar     |
| N. N.                    | Janne Wetzel       | Hexe         |

## Rezeption
„Unterhaltsamer, liebevoll ausgestatteter Kinder-Fantasyfilm mit Musical-Einlagen, der sich bei der Bewältigung von Alltagskonflikten ein wenig zu sehr auf Hexen-Magie verlässt, aber doch glaubwürdig Themen wie Toleranz und Versöhnlichkeit anspricht.“